# Serricciolo
Serricciolo è una frazione di 550 abitanti del comune di Aulla, in provincia di Massa-Carrara.

## Geografia
Serricciolo sorge nella regione storica della Lunigiana, su di un piano alluvionale situato presso la confluenza del torrente Arcinaso nell'Aulella. È situata a 6 km ad est del capoluogo comunale Aulla.

## Infrastrutture e Trasporti
La località è attraversata dalla Strada statale 63 del Valico del Cerreto, sulla quale sono effettuate autocorse a cura della società CTT.
Tale strada è stata a lungo interrotta proprio nei pressi della località di Serricciolo dall'11 novembre 2012, quando le forti piogge determinarono il crollo del ponte che attraversava il torrente Aulella.
Fino alla fine del 2002 la località era servita anche dai servizi ferroviari della linea Lucca-Aulla, che sostavano nell'omonima fermata, oggi soppressa.

## Cultura
La frazione è conosciuta in relazione alla presenza sul suo territorio di un noto locale di musica techno-progressive, che, dal 1965, ha fatto la storia del genere in Italia: il Duplè, al grido di "Duplè-Duplè Paura". Il locale iniziò ad essere conosciuto a livello nazionale nel 1991 in occasione degli After Hours con i dj Miki, Roby J (1963-2014) e Alessandro Tognetti.

## Sport

### Calcio
La squadra di calcio del paese è l'A.S.D. Serricciolo, che milita nel girone A di Prima Categoria. Il simbolo, mutuato dal Palio della Rosa, è il Gallo Nero, mentre i colori sociali sono il giallo e il blu.